# Cinnamomum lineatum
Cinnamomum lineatum är en lagerväxtart som beskrevs av André Joseph Guillaume Henri Kostermans. Cinnamomum lineatum ingår i släktet Cinnamomum och familjen lagerväxter. Inga underarter finns listade i Catalogue of Life.